# 西山美なコ
西山 美なコ（にしやま みなコ、1965年 – ）は、日本の現代美術家。兵庫県生まれ。

## 概要
1965年、兵庫県に生まれる。1989年、京都市立芸術大学美術学部油画専攻を卒業し、1991年、京都市立芸術大学大学院美術研究科彫刻専攻を修了。
初期の作品は《ザ・ピんくはうす》のように少女文化を表象に出した立体造形で、サブカルチャーをモチーフに用いたインスタレーション作品を作り始めた初期のアーティストの一人。
《♡ときめきエリカのテレポンクラブ♡》に始まるテレホンクラブのシステムをイメージ、利用した企画を作成。「社会的ピンク」の作品群、と西山自身は呼ぶ。
阪神・淡路大震災後は、砂糖、卵白、ゼラチンを使い王冠を模した《シュガークラウン》や《バラ》など、シュガーアート（シュガークラフト）による繊細な作品も発表されている。
作品の特色は「かわいい」「ソフト・キッチュ」「ピンク」「装飾的」、あるいは「かわいい」系ポップ・アートなどであらわされる。
2018年現在は京都精華大学立体造形コース 非常勤講師。

### 略年表
- 1965年、兵庫県に生まれる。
- 1988年、初個展《西山美なコのための…》（インスタレーション）[6]
- 1989年、京都市立芸術大学美術学部油画専攻を卒業
- 1991年、京都市立芸術大学大学院美術研究科彫刻専攻を修了
- 1991年、大学院の修了制作、《ザ・ピんくはうす》[7]がメディアに取り上げられる。[6][8]
- 1992年、《よいこのステキなドレスアップルーム》[9]、《♡ときめきエリカのテレポンクラブ♡》[10]
- 1994年、「第4回アジア美術展」（福岡市美術館）参加中止[6][10]
- 1995年、《もしもしピんク》
- 1997年、シュガーアートに出会う[11]
- 2009-2010年、広瀬光治と西山美なコのコラボ展“ニットカフェ・イン・マイルーム”　金沢21世紀美術館[12][13]

## 書籍
- 西山 美なコ(著)、神戸芸術工科大学デザイン教育研究センター(編)『西山美なコ/いろいき―壁の向こう側』(神戸芸術工科大学レクチャーシリーズ) 新宿書房、2011年ISBN 978-4880084145